# Шарні Вільямс
Шарні Вільямс (англ. Sharni Williams; нар. 2 березня 1988) — австралійська регбістка, олімпійська чемпіонка 2016 року.

## Виступи на Олімпіадах
| Олімпіада           | Дисципліна | Місце |
| ------------------- | ---------- | ----- |
| Ріо-де-Жанейро 2016 | регбі-7    | 1     |

## Зовнішні посилання
- Шарні Вільямс — олімпійська статистика на сайті Sports-Reference.com (англ.) (архівна версія)

1. ↑  https://www.olympics.com.au/olympians/sharni-smale/